# Dugo Selo
Dugo Selo ist eine Stadt im nördlichen Teil Kroatiens.

## Geografie
Die Stadt liegt 20 Kilometer östlich des Stadtzentrums von Zagreb am Fuße der Anhöhe Martin Breg (206 m) und gehört zur Gespanschaft Zagreb. Laut Volkszählung 2011 lebten zu diesem Zeitpunkt 17.466 Einwohner auf einer Fläche von 51 km².
Dugo Selo zählt zur Agglomeration von Zagreb und liegt an der Grenze der Ebene der Posavina und des Prigorje.
In Dugo Selo endet die Bahnstrecke Zagreb–Dugo Selo (M102) und geht hier über in die Bahnstrecke Dugo Selo–Gyékényes (M102) nach Ungarn.

## Stadtgliederung

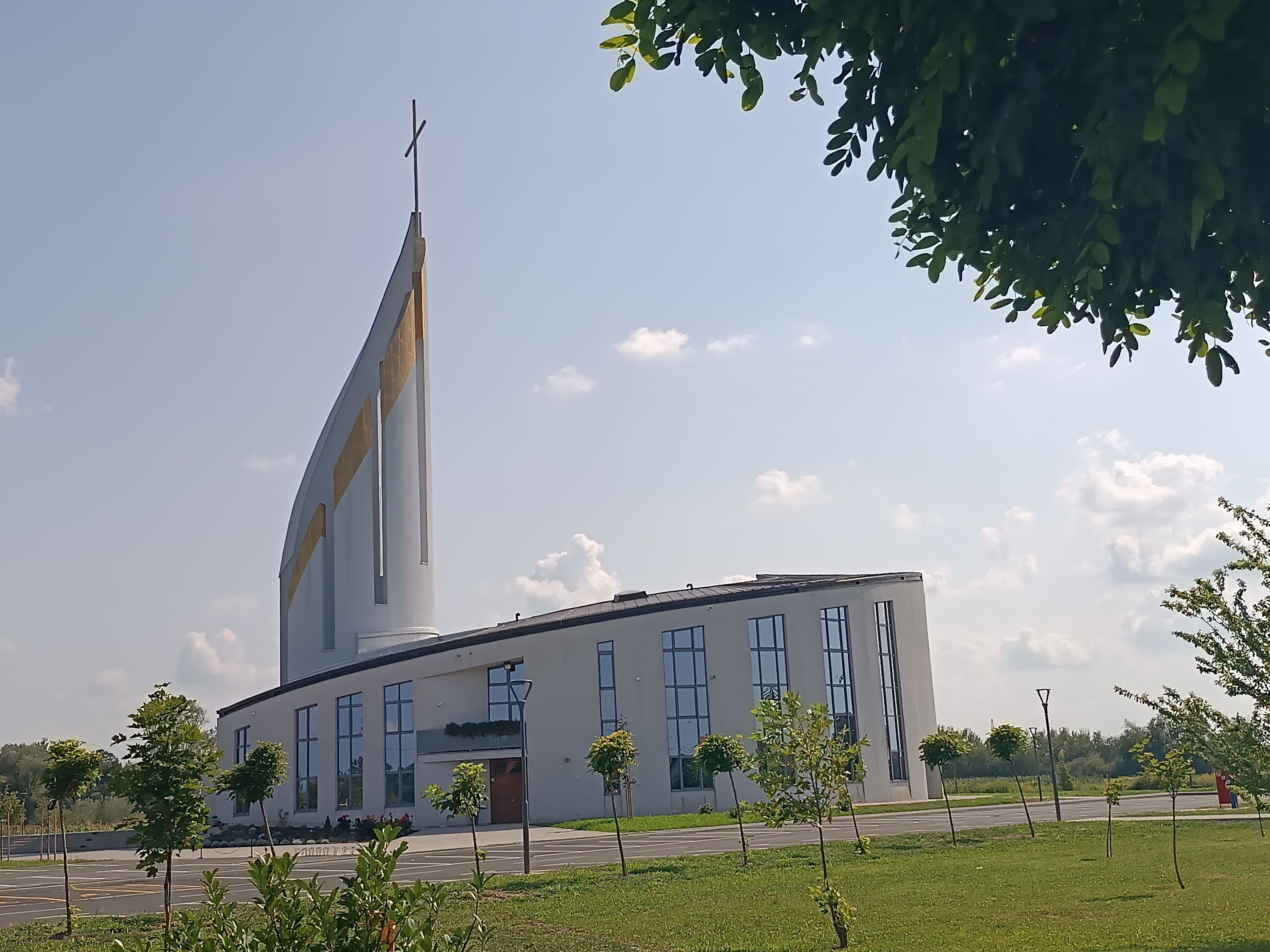
Kirche zur Erhöhung des Heiligen Kreuzes in Lukarišće

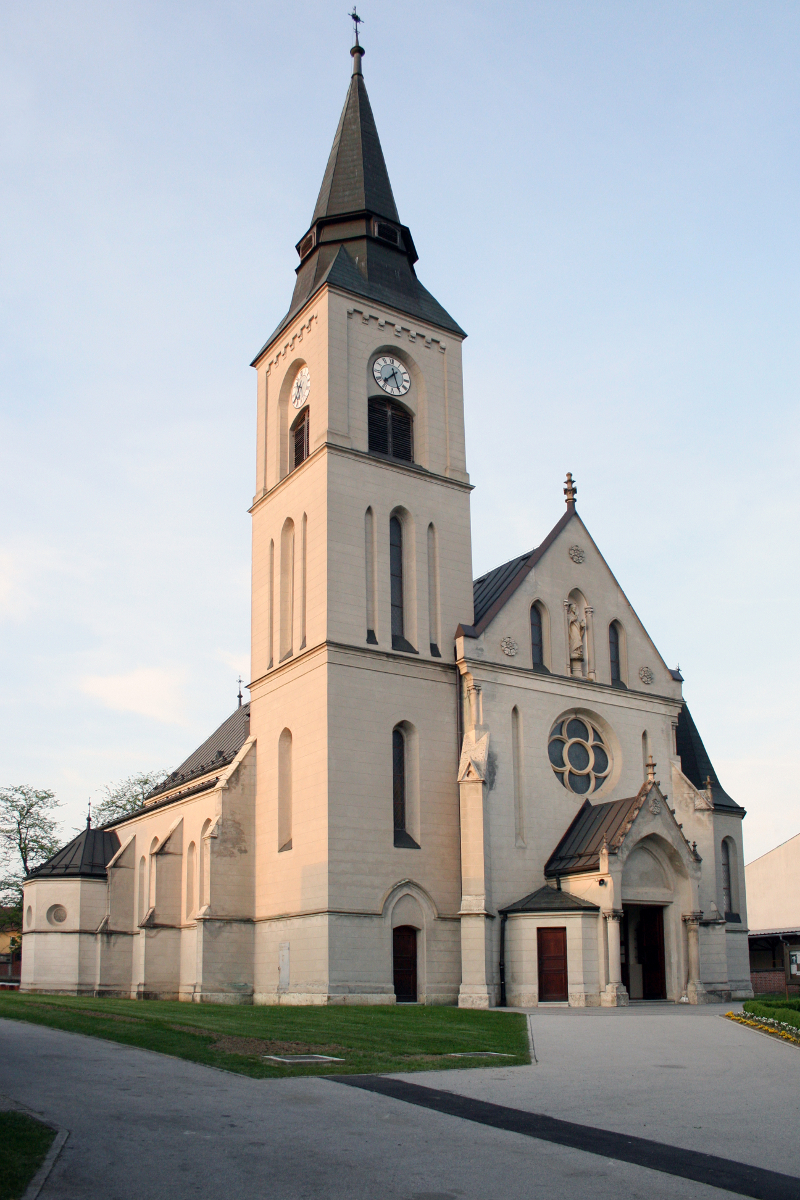
Kirche St. Martin

Die Stadt gliedert sich in folgende elf Ortschaften (mit Einwohnerzahlen gemäß Census 2011):
| - Andrilovec, 286 - Donje Dvorišće, 188 - Dugo Selo, 10,453 - Kopčevec, 1,093 | - Kozinščak, 1,345 - Leprovica, 254 - Lukarišće, 1,020 - Mala Ostrna, 325 | - Prozorje, 521 - Puhovo, 710 - Velika Ostrna, 1,271 |

## Sport
Folgende Sportvereine sind in der Stadt aktiv:
- Leichtathletikclub „Martin“
- NK Dugo Selo, Fußballverein
- NK Ostrna, Fußballverein
- RK Dugo Selo, Handballverein
- Taekwondo klub Dugo Selo
- Moto kluba Sveti Martin
- Kyokushin karate klub „Dugo Selo“

## Persönlichkeiten
- Ante Kaleb (* 1993), Handballspieler und -trainer, begann mit dem Handballspiel beim RK Dugo Selo
- Zvonimir Bilić  (* 1971), Handballspieler (kroatische Nationalmannschaft), in Dugo Selo geboren
- Dominik Kuzmanović (* 15. August 2002),   kroatischer Handballspieler
- Jadranko Crnić (1928–2008), Rechtsanwalt, 1. Präsident des Kroatischen Verfassungsgerichts
- Igor Dekanić, Wissenschaftler, Politiker, ehemaliger Berater der kroatischen Regierung
- Sergio Foretić, Opernsänger, Pädagoge
- Bogoljub Lacmanović, Journalist und Diplomat
- Nenad Plašić, Handballspieler
- Josip Predavec (1884–1933), Historiker, Politiker, Vizepräsident der HSS, in Dugo Selo ermordet
- Slavko Vurić, Volkstribun und Dichter
- Josip Zorić, Geistlicher
- Dario Cebić, (* 1976), Musiker, Komponist